# 717-та піхотна дивізія (Третій Рейх)
717-та піхотна дивізія (Третій Рейх) (нім. 717. Infanterie-Division) — піхотна дивізія Вермахту за часів Другої світової війни.

## Історія
717-та піхотна дивізія була сформована 11 квітня 1941 року в 17 окрузі. 717-та піхотна дивізія разом з 718-ю піхотною дивізією формувалися спеціально для відправки на Балкани. Дивізія була слабо навчена — бійці були без бойового досвіду, а офіцери якщо і мали такий, до завдяки своїй участі в Першій світовій війні.
Після утворення дивізія була перекинута в Югославію, де брала учать в захисті бокситів в області навколо міст Мостар, Лівно і Прозора. Дивізія брала участь і антипартизанських та каральних акціях проти мирного населення. В березні 1943 дивізію переформовують в 117-ту єгерську дивізію.

## Склад дивізії
- Штаб
- 737-й піхотний полк
- 749-й піхотний полк
- 670-й артилерійський полк
- 717-та саперна рота
- 717-та рота зв'язку
- 717-та рота забезпечення

## Військові злочини
В ніч 20-21 жовтня 749-й полк 717-ї піхотної дивізії, разом із 724-м полком 704-ї піхотної дивізії, брав участь в каральній акції проти жителів міста Крагуєвац (сучасна Сербія). Під час цієї бійні, від 2300 до 5000 цивільних осіб вбиті в помсту за партизанські дії.

## Командири
| Ім'я              | Звання            | Початок командування | Закінчення командування |
| ----------------- | ----------------- | -------------------- | ----------------------- |
| Пауль Гоффманн    | Генерал-лейтенант | 17 травня 1941       | 1 листопада 1941        |
| Вальтер Гінггофер | Генерал-лейтенант | 1 листопада 1941     | 1 жовтня 1942           |
| Бенігнус Діппольд | Генерал-лейтенант | 1 жовтня 1942        | 1 квітня 1943           |